# Zielonokwiat

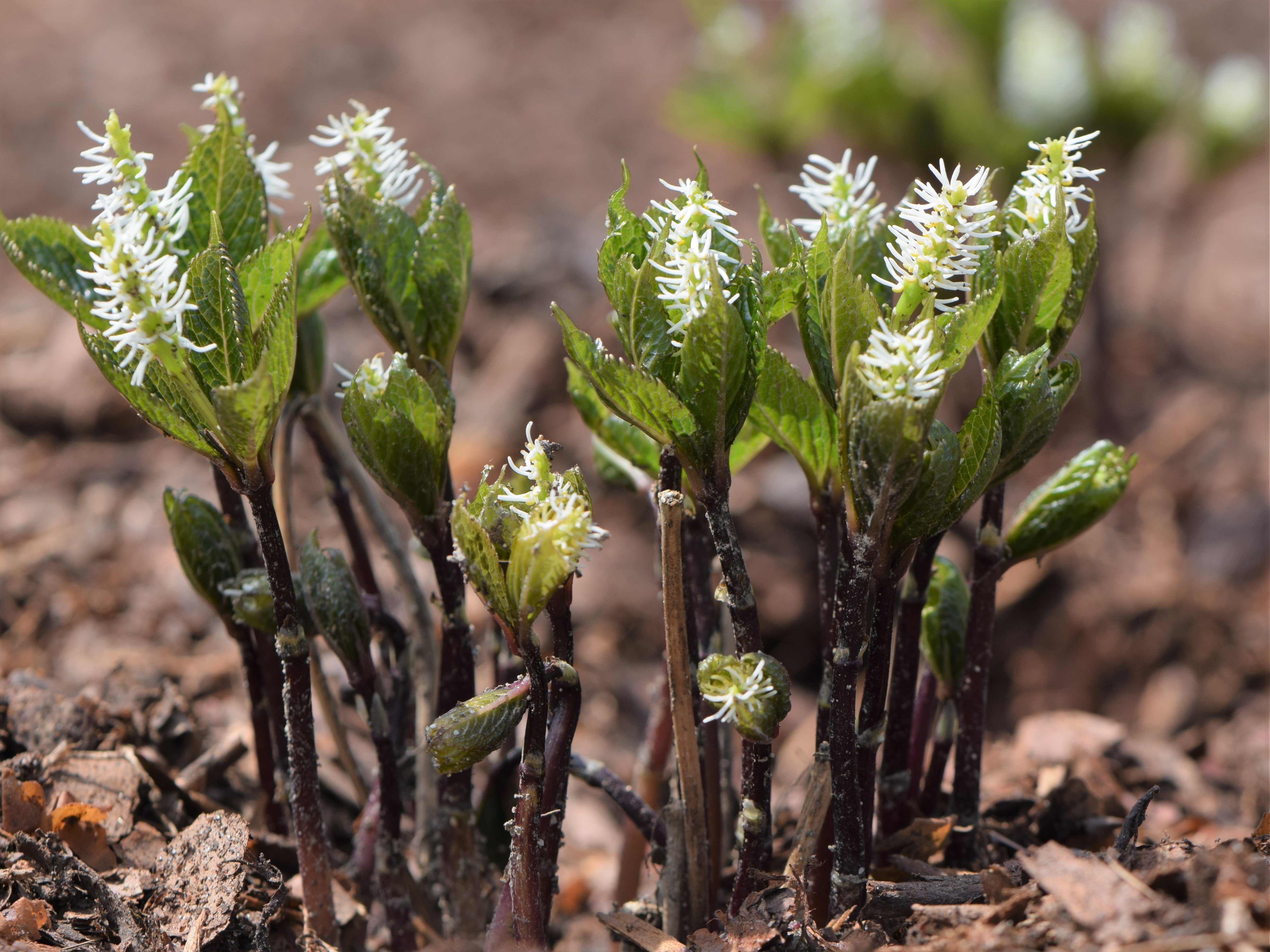
Chloranthus japonicus

Zielonokwiat, chlorant, wichlin (Chloranthus) – rodzaj roślin należący do rodziny zieleńcowatych. Do rodzaju należy ok. 17 gatunków występujących w Azji w klimacie tropikalnym i umiarkowanym. Rośliny z tego rodzaju dostarczają korzeni o zapachu kamfory używanej w medycynie oraz kwiatów stosowanych w Chinach do perfumowania herbaty. 

## Systematyka
Pozycja systematyczna według APweb (aktualizowany system APG IV z 2016)
Jeden z czterech rodzajów rodziny zieleńcowatych (Chloranthaceae) reprezentującej monotypowy rząd zieleńcowców (Chloranthales), tworzącego klad siostrzany grupy magnoliowych. 
Wykaz gatunków
- Chloranthus angustifolius Oliv.
- Chloranthus anhuiensis K.F.Wu
- Chloranthus elatior Link
- Chloranthus fortunei (A.Gray) Solms
- Chloranthus henryi Hemsl.
- Chloranthus holostegius (Hand.-Mazz.) C.Pei & San
- Chloranthus japonicus Siebold
- Chloranthus multistachys C.Pei
- Chloranthus nervosus Collett & Hemsl.
- Chloranthus oldhamii Solms
- Chloranthus serratus (Thunb.) Roem. & Schult.
- Chloranthus sessilifolius K.F.Wu
- Chloranthus spicatus (Thunb.) Makino
- Chloranthus tianmushanensis K.F.Wu